# Skigebied Laterns-Gapfohl
Het skigebied Laterns-Gapfohl is een wintersportgebied in de gemeente Laterns in Vorarlberg (Oostenrijk). Het skigebied strekt zich uit over 27 km pistes.

## Geografie
Het skigebied Laterns-Gapfohl ligt in het Laternstal in de gemeente Laterns in Vorarlberg, een zijdal van het Alpenrijndal. Het strekt zich uit over de zuidwestelijke en zuidoostelijke hellingen van de Nob, een berg in de Freschengruppe van het Bregenzerwaldgebergte, op een hoogte van 1.035 m tot 1.771 m boven zeeniveau.
Aan de voet van het skigebied ligt het dorp Innerlaterns, dat behoort tot de gemeente Laterns.

## Pistes en liften

#### Pistes
Naast de zeven pistes van verschillende moeilijkheidsgraden (gemakkelijk: 11 km, gemiddeld: 12 km, moeilijk: 4 km) met een totale lengte van 27 km, zijn er drie skiroutes gemarkeerd.
Er is ook een 4 km lange natuurlijke rodelbaan. Verder worden begeleide sneeuwschoenwandelingen en talrijke skitochten aangeboden.

#### Liften
In het skigebied Laterns-Gapfohl zijn in totaal 6 liften in gebruik: een 4-persoons stoeltjeslift, een 6-persoons stoeltjeslift, 3 sleepliften en een tovertapijt.

## Fotogalerij

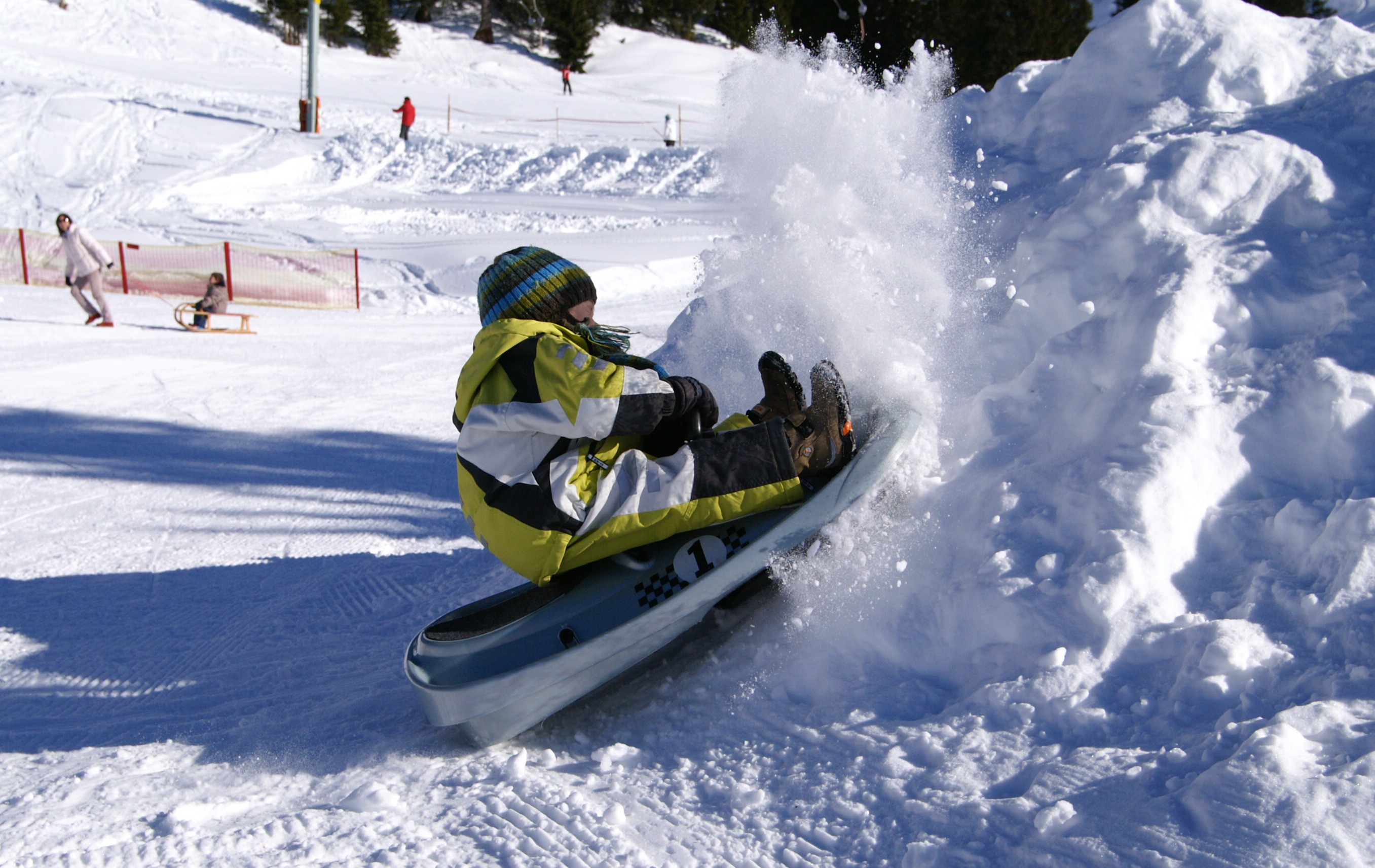
Een slee rijdend kind in het skigebied
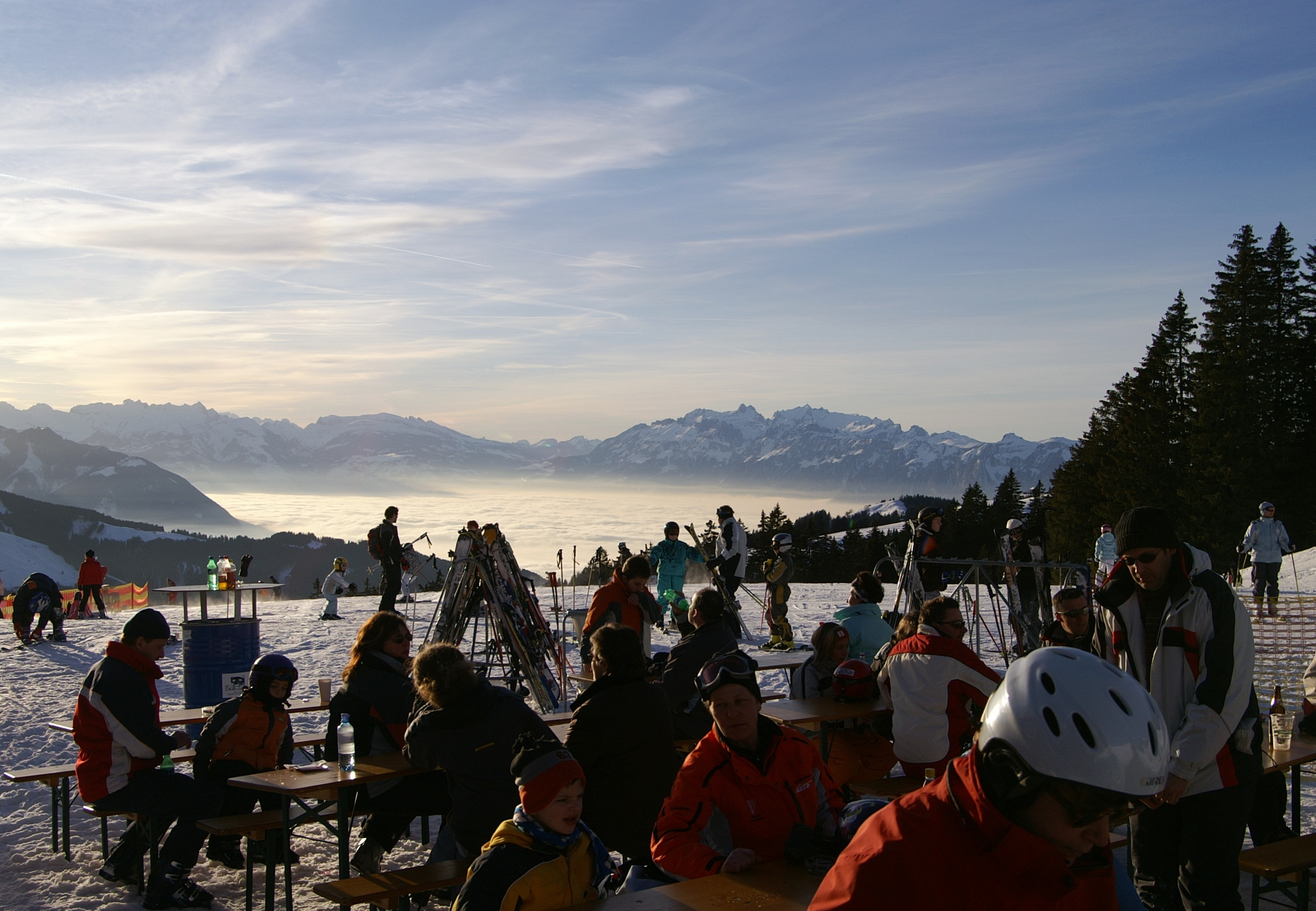
Skigebied Laterns-Gapfohl: uitzicht vanaf de Berghof over het Alpenrijndal (de in mist gehulde steden Rankweil en Feldkirch) op de achtergrond de Zwitserse bergen met de Alpstein-bergen.
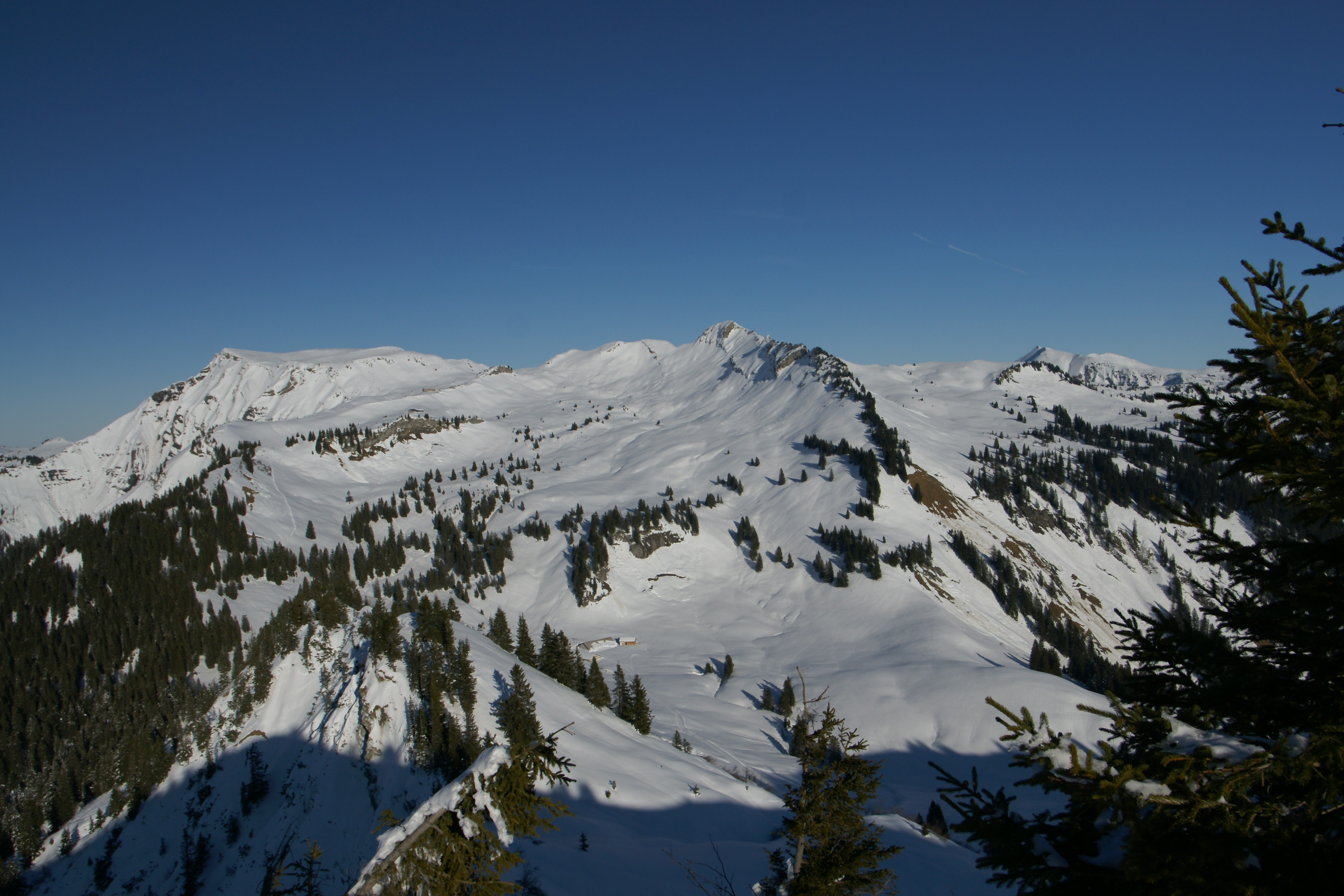
De Hoher Freschen in het Bregenzerwaldgebergte gezien vanaf de Nob in Laterns-Gapfohl in Vorarlberg.

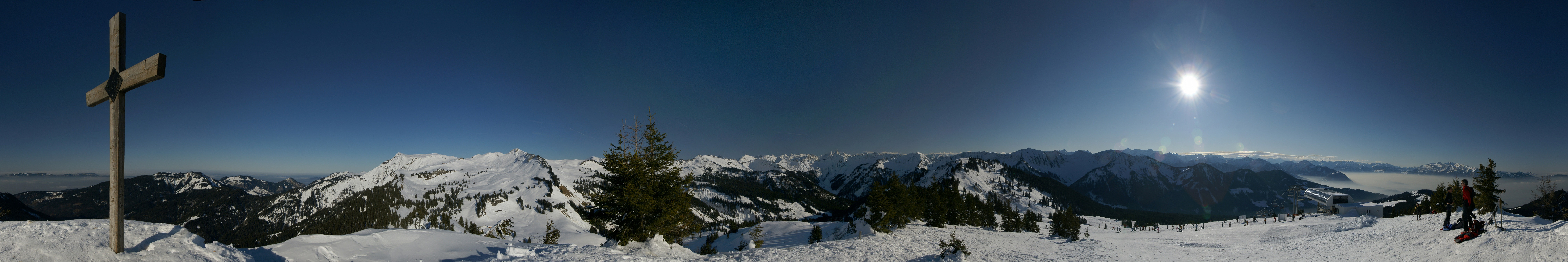
360°-panoramabeeld van de berg Nob op Gapfohl